# Herbé Seijas
Herbé Seijas Savio nació el 4 de marzo de 1930 en Montevideo, Uruguay, y falleció el 3 de mayo de 1983 en la misma ciudad. Fue un sacerdote católico  obispo auxiliar y luego obispo de San José de Mayo.

## Biografía
Vivió su infancia en el barrio Paso del Molino en Montevideo. Cursó la Primaria en el Colegio de los Hermanos de la Misericordia y en el Colegio de los Vascos (Padres Bayoneses). Su familia frecuentaba la parroquia de la Inmaculada Concepción de María (Paso Molino), lo que le llevó a ser aspirante de la Acción Católica.
Con 13 años ingresó al Seminario Interdiocesano, donde pasó 12 años de formación y estudios, desarrollando su afición por la música y el canto, llegando a ser director del coro. Realizó sus primeras experiencias pastorales en la Cripta del Señor de la Paciencia ubicada en la Iglesia San Francisco de Asís, Ciudad Vieja) y visitando enfermos en el Hospital Maciel.
El 10 de octubre de 1954 recibió la ordenación sacerdotal de manos de Antonio María Barbieri, en la Catedral de Montevideo. El 9 de enero de 1955 asumió su primer destino, en el interior del país, en la entonces única parroquia de San José de Mayo, como teniente cura de Ricardo Di Martino. Pronto se le encomendó la dirección de la catequesis y la asesoría de los estudiantes católicos.
En 1959 fue creada la diócesis de San José de Mayo. Su primer obispo, Luis Baccino, lo nombró Director Diocesano de la Obra de las Vocaciones Sacerdotales y de la Contribución al Culto. En 1959 fue enviado a Europa, junto con algunos laicos, para conocer la Acción Católica Rural. Al regresar, el grupo funda el Movimiento de la Juventud Rural, del que Seijas fue asesor durante ocho años.
En setiembre de 1974 fue designado cura párroco de San José.
El 2 de julio de 1975 fue nombrado obispo auxiliar de San José de Mayo, tres días antes de la muerte de Luis Baccino. El 17 de agosto de 1975 recibió de Carlos Parteli la ordenación episcopal y el 15 de octubre de ese año fue nombrado obispo diocesano.
A comienzos de 1983 fue internado en el Círculo Católico, en Montevideo, con un diagnóstico incierto. Allí falleció el 3 de mayo de 1983, después de una larga lucha con la enfermedad. Su muerte causó profunda conmoción en su diócesis y en toda la comunidad católica del Uruguay.
| Predecesor: Luis Baccino | Obispo de San José de Mayo 1975-1983 | Sucesor: Pablo Galimberti |